# Lo stradone
Lo stradone è un romanzo dello scrittore Francesco Pecoraro, pubblicato nel 2019. Il libro è stato vincitore del Premio Selezione Campiello Giuria dei Letterati.

## Trama
Un uomo senza nome, nato esattamente a metà del XX secolo, giunto ai settant'anni al compimento del secondo decennio del XXI secolo, racconta in prima persona la sua storia, unitamente a quella dell'ambiente che lo circonda e dello stradone dove sorge il palazzo in cui abita. Vivendo al settimo piano, è in posizione privilegiata per guardare vicino e lontano: a est distingue le fasce collinari e più oltre le cime degli Appennini; ad ovest non arriva a vedere il mare, ma lo immagina. Lo stradone è a ridosso delle mura di una città (Roma) chiamata sempre La città di Dio, in vista di una cupola sovrastante il più grande tempio della religione cristiana.
Lo stradone è parte di un piano edilizio che non si è concluso e va a finire in una sacca, dove un tempo stavano le fornaci che rifornivano la città di mattoni, tratti dall'argilla di un colle lì presso. Ora sulla collina, nella sacca e nelle vicinanze ci sono molti senzatetto, mentre gli appartamenti di palazzi e palazzine sono ormai popolati di anziani. Sullo stradone i negozi chiusi sono sempre in numero maggiore di quelli aperti; le gestioni cambiano continuamente, sembra che non si riesca a mettere radici. Anche al bar, il Porcacci, si vedono solo anziani e i proprietari cambiano molto spesso.
L'uomo è uno storico dell'arte che non è riuscito a compiere una carriera universitaria. Finito in un ministero, è stato colto a intascare tangenti e per questo ha trascorso un mese in carcere. Reintegrato in seguito nelle sue mansioni di un tempo, ha mantenuto il profilo di dirigente, ma non gli è stato più affidato un incarico di responsabilità fino al giorno in cui è andato in pensione. Privo di legami familiari, incapace di riprendere lo studio che da giovane lo appassionava, conduce una vita solitaria, riflettendo a fondo su ogni argomento che lo tocchi.
Così racconta, oltre alla sua storia, anche quella della sacca, luogo genuinamente proletario, dove risiedevano gli addetti alle fornaci, uomini e donne, prostrati dalle fatiche e sognanti un mondo diverso. Le ideologie marxiste e comuniste erano così radicate, da tradursi in una zona di resistenza al fascismo. E una lontana storia, forse leggenda, forse no, assicura che nel 1908 sia venuto in visita alle fornaci Lenin in persona. Eppure, una componente anarchica connaturata negli abitanti, avrebbe compromesso la tanto attesa rivoluzione comunista, tanto negli anni del primo, quanto in quelli del secondo immediato dopoguerra.
Anche l'uomo che racconta aveva aderito al comunismo, non da operaio e proletario, bensì da intellettuale. Pur non essendo un diretto discendente di chi visse il mitico passato della sacca, tuttavia ne ha sposato le idee, salvo poi non trovare uno sbocco come soggetto produttivo e creativo, ma solo a un livello parassitario. E comportandosi per giunta da corrotto. Viste svanire tutte le sue possibilità, dovendo anche riconoscere di avere una pensione da persona agiata, rivanga con puntiglio sulla tristezza dell'invecchiare, sull'inutilità dei gesti quotidiani.

## Edizioni
- Francesco Pecoraro, Lo Stradone, Ponte alle Grazie, Milano 2019